# مألوف الصفر
مألوف الصفر هي سلسلة روايات خفيفة يابانية من تأليف نوبورو ياماغوتشي  ورسم إيجي أوساتسوكا نشرت في الفترة من يونيو 2004 حتى فبراير 2011 وتحولت ل 4 مسلسلات أنمي من إنتاج جاي سي ستاف.